# あまゆみ
あまゆみは日本の漫画家。

## 経歴・特徴
初の長篇は、1年3ヶ月にわたり連載された『さくらさくら』。作品の多くは、清楚で献身的なイメージの女性をヒロインにした、趣味的な世界を描いたものである。竹書房『Dokiッ!special』・『Namaikiッ!』にも作品を発表していた。

## 作品リスト
- 『君が在た刻』茜新社、アカネコミックス（1998年3月1日発売）ISBN 978-4871823012

収録作品：「小平教授の研究室」・「哀華　薫る夜」・「となりのお姉さん」・「Qロード氏との邂逅」・「春、遠からじ」
- 『華憐咲く』茜新社、アカネコミックス（1999年4月発売）ISBN 978-4871823371
- 『PROGRAM RING』茜新社 、TENMAコミックス（2000年12月発売）ISBN 978-4871824279
- 『さくらさくら』茜新社、TENMAコミックス（2002年3月20日発行）ISBN 978-4871824842
- 『こんてんつ・C』茜新社、TENMAコミックス（2003年6月28日発売）ISBN 978-4871825870

収録作品：「弥生ちゃんガンバるッ!!」・「あイの娘」1 - 3・「ずるずル」・「千尋さんお大事に」・「愛あル限り」前・後編・「黄昏に埒も無ク」
- 『瑠璃の涙痕』ティーアイネット、MUJIN COMICS（2006年2月3日発売）ISBN 978-4887741775
- 『制服恋慕』竹書房、バンブー・コミックス DOKISPECIAL SELECT（2009年3月7日発売）ISBN 978-4812470541

収録作品：「すいんぐ・ぱい」・「ちゃいな　グリル」・「ぷれステージ」・「おーばーわーく」・「デンタル・ケアのその後に」・「優しいレシピ」・「楓さんの御苦労」1 - 3：
- 『らぶれす』竹書房、バンブーコミックス COLORFULセレクト
- 『俺だけのカノジョ』竹書房、バンブーコミックス COLORFULセレクト
- 『悦縛のカタチ』茜新社 、TENMAコミックス（2009年6月26日発売）ISBN 978-4863490772

収録作品：｢香憐ちゃんと榊くん｣・「ムカウサキ」・「正義のミカタ」・「シ福の日」前・後編・「寒桜‐紗夜佳」前・後編
- 『ラブとい』 竹書房、バンブーコミックス COLORFUL SELECT（2012年9月27日発売）ISBN 978-4812479988
- 『シンメトリカル パラドックス』竹書房、バンブーコミックス COLORFUL SELECT（ 2014年1月27日発売）ISBN 978-4812485064

収録作品：「シンメトリカル パラドックス」・「根雪」・「ナミダマリ」
- 『やさしくおかして』富士美出版 、富士美コミックス（2017年9月30日発売）ISBN 978-4799505359

収録作品：「しのぶれど」・「りめんばぁ」・「琴子さんと」・「憧憬事情」・「夏の残り香」・「すとれえと」・「僕のアネキは」・「カラメトリ」・「びぎにんぐ」・「りめんばぁ　あふたぁ」